# Zero (Renato Zero 1987)
(dal brano "Ho dato")
Zero è il quattordicesimo album in studio di Renato Zero, pubblicato nel 1987 e ripubblicato nel 2011.

## Il disco
Questo doppio LP e CD è un album che ospita brani musicali dai risultati molto diversi, per lo più di impostazione tradizionale, in linea con la scuola melodica italiana ed un occhio al recupero del passato (anni trenta e cinquanta). I brani di maggiore rilievo sono senza dubbio Siamo eroi, Vagabondo cuore, Ho dato e Artisti, riproposti più volte da Zero anche nei live anni novanta e del Nuovo Millennio.
Molto belle anche la foto di copertina e quelle interne, di Jacek Pereswiet Soltan, che presentano un Renato elegantissimo, tutto in nero, che, abbandonati lustrini e paillettes già da qualche anno, si affida a vari stilisti, per uno stile sobrio e pulito. Nella MC e nell'LP, i quattro lati erano contrassegnati dalle quattro lettere del titolo/cognome d'arte: «Z» per il Lato 1, «E» per il Lato 2, «R» per il Lato 3 e «O» per il Lato 4. Questo particolare titolo doveva rappresentare un nuovo, ideale punto di partenza, cosa che in parte fu, anche se non come sperato. Assente, come già nei precedenti Leoni si nasce del 1984 e Soggetti smarriti del 1986, la dedica interna al disco, che caratterizza quasi tutti gli album di Renato, a partire da Zerolandia del 1978. Fortunatamente, dal punto di vista dell'ispirazione creativa, nel 1989 sarebbe arrivato il viaggio «voyeuristico» a Londra, da cui sarebbe nato un disco di discreto successo e l'inizio di una lenta ma costante ripresa.
Il doppio album avrebbe dovuto contenere originariamente 20 pezzi, ma 2 furono scartati all'ultimo momento, confluendo poi entrambi sulla raccolta di inediti del 1991, La coscienza di Zero, lasciando la tracklisting definitiva composta da 18 brani, articolati in un primo disco contenente 8 tracce e un secondo con 10. Dal lavoro non fu estratto nessun singolo e la promozione fu affidata principalmente al brano "Vagabondo cuore" (scelta piuttosto discutibile, vista l'estrema lentezza e la scarsa incisività del brano dal punto di vista musicale, testo escluso, e vista soprattutto la presenza di altri brani indubbiamente più adatti) e al pezzo di apertura "Lei" (dedicato non a una donna, come potrebbe sembrare in un primo momento, bensì alla musica e, nella fattispecie, alla forma della canzone).
Anche questo disco non rinuncia comunque all'immancabile «episodio ameno», costituito dalla divertente e ironica "Danza macabra". Una curiosità: il brano "Artisti", che sul disco porta la firma Renatozero-Lakatos-Renatozero, risulta registrato alla Siae a nome Renatozero-Pintucci-Renatozero.
Gli arrangiamenti dell'album sono curati da Dino D'Autorio.
Il disco è stato rimasterizzato nel 2011 allo studio Logicalbox di Genova da Alberto Parodi ed è stato ripubblicato nel medesimo anno.
Il 7 giugno 2019, l'album è stato ristampato, per la terza volta, in CD per la collana Mille e uno Zero, edita con TV Sorrisi e Canzoni.

## Tracce
Tutti i brani sono di Renato Zero/Roberto Conrado-Renato Zero, eccetto dove indicato.
Disco 1
1. Lei - 4:05
2. Calendario (RenatoZero) - 5:10
3. Verde (RenatoZero/Ciccaglioni-Renatozero) - 3:27
4. Ho dato (RenatoZero/Troiani-Renatozero) - 5:28
5. Vagabondo cuore (RenatoZero/Pintucci-Renatozero) - 5:03
6. Souvenir (RenatoZero/Serio-Renatozero) - 3:10
7. Danza macabra - 4:48
8. Siamo eroi - 4:34

Disco 2
1. Astronatività - 4:53
2. Facile - 3:48
3. Seminando (RenatoZero/Ciccaglioni-Renatozero) - 2:00
4. Telecomando (RenatoZero/Troiani-Renatozero) - 4:23
5. Artisti (RenatoZero/Pintucci-Renatozero) - 4:00
6. Immunità - 3:15
7. Il primatista (RenatoZero/Pintucci-Renatozero) - 3:50
8. Promessa - 5:04
9. Infernale dilemma - 5:40
10. Più o meno (RenatoZero/Serio-Renatozero) - 3:38

## Formazione
- Renato Zero – voce
- Luciano Ciccaglioni, Carlo Pennisi, Massimo Fumanti, Claudio Bazzari – chitarra elettrica
- Dino D'Autorio – basso, programmazione, sequencer, batteria elettronica
- Alessandro Centofanti – tastiera e organo Hammond, programmazione
- Rosario Jermano – percussioni, congas e tamburello
- Max Costa – programmazione
- Stefano Senesi, Ernesto Vitolo, Mark Harris – pianoforte e Fender Rhodes
- Renato Serio – sintetizzatore, pianoforte e Fender Rhodes
- Walter Martino, Beppe Gemelli, Agostino Marangolo, George Perry – batteria
- Vittorio Cosma – Fender Rhodes, tastiera e pianoforte
- Walter Calloni – batteria, programmazione e batteria elettronica
- Corrado Rustici – chitarra
- Randy Jackson – basso
- Michele Santoro – chitarra acustica, programmazione e sequencer
- Danilo Rea – pianoforte
- Leonardo Piazza – tromba
- Giancarlo Becattini – trombone
- Giancarlo Maurino – sax alto, sassofono tenore e soprano
- Giulietta Zanardi, Roberto Stafoggia, Simona Pirone, Douglas Meakin – cori

## Classifiche

### Classifiche settimanali
| Classifica (1987) | Posizione massima |
| ----------------- | ----------------- |
| Italia            | 13                |
| Classifica (2011) | Posizione massima |
| Italia            | 45                |

### Classifiche di fine anno
| Classifica (1987) | Posizione |
| ----------------- | --------- |
| Italia            | 58        |